# Атентат на маратона в Бостън
На 15 април 2013 година избухват 2 експлозии по време на ежегодния маратон в Бостън, щата Масачузетс, САЩ.
Още в началото на разследването на произшествието е установено, че експлозиите са координирани терористични атаки, като е отхвърлена ранната версия за избухване на газов тръбопровод.

## Атаки

### Развитие
Малко след 14:49 часа местно време в рамките на около половин минута избухват 2 бомби на отстояние от 50 до 100 метра една от друга в близост до финиша на ежегодния маратон в Бостън.
Първата експлозия е около 14:49 часа местно време в непосредствена близост до финалната линия на маратона на площад „Копли“, когато спортисти са финиширали. Вторият взрив е около 11 секунди след първия.
Около час по-късно избухва 3-ти взрив пред библиотеката „Джон Ф. Кенеди“, но според полицията той няма общо с терористичния акт и е резултат от пожар.

### Жертви
На мястото на взривовете на маратона са убити 3 души.
| Име            | Възраст   | Гражданство |
| -------------- | --------- | ----------- |
| Мартин Ричард  | 8 години  | САЩ         |
| Лю Линцжи      | 23 години | Китай       |
| Кристъл Кембъл | 29 години | САЩ         |

Загиват също след атентата:
- полицай на 18 април при престрелка, преследвайки заподозрени, и
- заподозрян на 19 април по време на полицейското преследване.

### Атентатори
За нападението след анализи на видеозаписите става ясно, че атаките са извършени от братята Тамерлан Царнаев (26 г.) и Джохар Царнаев (19 г.), етнически чеченци. Тамерлан Царнаев е убит при престрелка с полицията на 19 април 2013 г., а Джохар успява да избяга, но по-късно е ранен и заловен.

## Реакции в чужбина

### Осъдили атаката
- ООН – Пан Ки-мун, генерален секретар на ООН, осъжда атентата по време на маратона в Бостън[11].
- Русия – президентът Владимир Путин категорично осъжда терористичната атака в Бостън и изразява убеждение, че борбата срещу тероризма изисква координация на усилията на световната общност[12].
- Франция – президентът Франсоа Оланд изразява съболезнования към опечалените семейства от терористичната атака в Бостън[13].
- Великобритания – премиерът Дейвид Камерън в нощта на 16 април 2013 г. пише в Twitter, че „кадрите от Бостън са шокиращи и ужасяващи“.
- Украйна – президентът Виктор Янукович изразява съболезнованията си на президента на САЩ и на семействата на жертвите на терористичната атака в Бостън[14].
- Азербайджан – президентът Илхам Алиев изразява съболезнованията си на Барак Обама, на семействата на жертвите, както и на американския народ и пожела бързо възстановяване на ранените[15]
- Израел – Бенямин Нетаняху изпраща на президента на САЩ Барак Обама съболезнования за смъртта на маратонците в Бостън и пожелания за бързо възстановяване на ранените при атентата[16]
- Казахстан – президентът Нурсултан Назарбаев изпраща телеграма, че в този труден момент народът на Казахстан изразява искрени съболезнования на семействата и близките на жертвите, както и на американския народ и желае бързо възстановяване на ранените[17].

### Подкрепили атаката
- Салафисти – Мохамед ал-Халаби, лидер на групата на салафистите в Йордания, заявява, че е „... щастлив да види, че американската кръв не е по-ценна от мюсюлманин. Нека американците да почувстват болката, която ние изпитахме, когато тяхната армия окупира Ирак и Афганистан и убиваше наши хора“.[18]
- Талибани – ръководството на афганистанското ислямистко движение на талибаните заявява, че въпреки че не са свързани с бомбените атентати в Бостън, те подкрепят тези действия и възнамеряват да продължат джихада срещу САЩ[19].

### Други реакции
- Киргизстан – специалните служби на страната молят да не бъдат свързвани с терористите, които са живели на тяхна територия, но са напуснали страната съответно на възраст 8 (Джохар) и 15 (Тамерлан) години[20].
- Чехия – чешкият посланик в САЩ моли да не се бърка Чехия с Чечня поради това, че много от потребителите на социалните мрежи погрешно наричат братята Царнаеви чехи[21].
- „Кавказко емирство“ – севернокавказкото ислямистко движение „Кавказко емирство“ заявява, че няма връзка с братя Царнаеви. В изявлението се посочва още, че те „са във война с Русия, а не със САЩ.“